# ケプラヴィーク国際空港
ケプラヴィーク国際空港（ケプラヴィークこくさいくうこう、アイスランド語: Keflavíkurflugvöllur、英: Keflavík International Airport）は、アイスランド西部にある同国最大の空港である。

## 概要
ケプラヴィーク市の近くにあり、首都のレイキャヴィークからは西へ50kmの距離にある。温泉観光地のブルーラグーンはレイキャヴィークへ向かう幹線道路の途上にある。長さ3065m、幅60mの滑走路1本と、長さ3054m、幅60mの滑走路1本を持つ。空港の敷地は25平方キロメートルであり、NATOの防衛圏に含まれている。IATA国際コードはKEFである。
この空港は初めは外国の軍用航空基地として作られた。第二次世界大戦中の1943年3月24日にアメリカ海軍建設大隊によって建設された。北大西洋の中央部に位置し、航空機の拠点として非常に有意義な位置にあったためであり、戦時中はUボートの警戒に当たる哨戒機の基地として使われている。戦後、アメリカ軍が一時期空港から完全に引き上げ、大西洋を横断する航空機の給油地点として広く使われるようになる。
しかし、冷戦が始まるとともにその戦略的価値が再評価され、1951年からアメリカ軍の駐留が再開される（アイスランド防衛隊）。冷戦の期間中、アメリカ軍は駐留を続け、アイスランド政府も空港に対して支出を行っていたものの、空港の運営費用の一部はアメリカ政府が負担していた。1980年代の半ばごろまで、乗客へのアメリカ軍の監視が行われており、アイスランド領内にあるにもかかわらずアメリカ軍によりパスポートのチェックも行われていた。このチェックはアイスランド人にとって大変不評であったが、冷戦の終焉と共に中止された。2006年にアメリカ軍が撤退し、空港の管理はアイスランドに移管された。
1960年代から1970年代にかけて、ベトナム戦争への抗議行動などと連携して、アメリカ軍とNATOの撤退を求める抗議行動が頻繁に行われた。ケプラヴィークを出発地点として50kmの道を歩き、"Ísland úr NATO, herinn burt"（訳:アイスランドのNATOからの脱退と軍隊の撤退を求める）の掛け声と共に空港周辺で抗議を行った。参加者の一人に、後にアイスランドで初めての女性大統領となるヴィグディス・フィンボガドゥティルがいる。
アイスランドの人口は30万人ほどであるが、アメリカやカナダとヨーロッパの各都市との間が定期航空便で結ばれている。ケプラヴィーク国際空港は国際線のみが発着するようになっており、グリーンランドやフェロー諸島への近距離国際便とほとんどの国内便は50kmほど離れたレイキャヴィーク空港を利用している。アイスランド航空 (Icelandair) が、ケプラヴィーク国際空港を利用する主な航空会社である。

## 就航航空会社と就航都市

### 旅客便
| 航空会社                       | 就航地 |
| ------------------------------ | --- |
| アイスランド航空               | 西欧:アムステルダム、グラスゴー、ダブリン、パリ/ORY、パリ/CDG、ブリュッセル、マンチェスター、ロンドン/LGW、ロンドン/LHR 中欧:チューリッヒ、フランクフルト、ベルリン/テーゲル、ミュンヘン 北欧:オスロ/ガーデモエン、コペンハーゲン、ストックホルム/アーランダ、ベルゲン、ヘルシンキ/ヴァンター 北米:オーランド、サンフランシスコ、シアトル/タコマ、シカゴ/ORD、タンパ、デンバー、トロント、ニューアーク、ニューヨーク/JFK、バンクーバー、ポートランド、ボストン、ワシントン/ダレス 季節運航 中欧:ジュネーヴ、ハンブルク 南欧:マドリード、ミラノ/マルペンサ 北欧:ビルン、イェーテボリ 北米:アンカレッジ、エドモントン、カンザスシティ、クリーブランド、ハリファックス、フィラデルフィア、ミネアポリス＝セントポール、モントリオール 季節チャーター便:アリカンテ、ヴェローナ、グラン・カナリア、テネリフェ・スール、バルセロナ |
| スカンジナビア航空             | オスロ/ガーデモエン、コペンハーゲン 季節運航:ストックホルム/アーランダ(2019年6月30日就航予定) |
| アトランティック・エアウェイズ | 季節運航:ヴォーアル |
| ノルウェー・エアシャトル       | 南欧:アリカンテ、バルセロナ、マドリード、ローマ/フィウミチーノ 北欧:オスロ/ガーデモエン 季節運航 西欧:ロンドン/LGW 北欧:ストックホルム/アーランダ、ベルゲン |
| エア・グリーンランド           | 季節運航:イルリサット、カンゲルルススアーク、ヌーク |
| フィンエアー                   | ヘルシンキ/ヴァンター |
| イージージェット               | エディンバラ、マンチェスター、ロンドン/LGW、ロンドン/LYN 季節運航:ブリストル、ベルファスト、ロンドン/STN |
| TUIエアウェイズ                | 季節運航:イーストミッドランズ、ブリストル、マンチェスター、ロンドン/LGW |
| ウィズエアー                   | 西欧:ロンドン/LTN 東欧:ブダペスト 中欧:ウィーン、ヴロツワフ、カトヴィツェ、グダニスク、ワルシャワ 北欧:ヴィリニュス、リガ |
| ルフトハンザドイツ航空         | フランクフルト 季節運航:ミュンヘン |
| ユーロウイングス               | 季節運航:ハンブルク オーストリア航空 |
| オーストリア航空               | 季節運航:ウィーン |
| エーデルワイス航空             | 季節運航:チューリッヒ |
| イージージェット・スイス       | 季節運航 西欧:バーゼル/ミュールーズ 中欧:ジュネーヴ |
| トランサヴィア・フランス       | 季節運航:パリ/ORY |
| ルクスエア                     | 季節運航:ルクセンブルク |
| イベリア・エクスプレス         | 季節運航:マドリード |
| ブエリング航空                 | 季節運航:バルセロナ |
| エア・バルティック             | 季節運航:リガ |
| チェコ航空                     | 季節運航:プラハ |
| S7航空                         | 季節運航:モスクワ/ドモジェドヴォ |
| アメリカン航空                 | 季節運航:ダラス/フォートワース |
| デルタ航空                     | ニューヨーク/JFK 季節運航:ミネアポリス=セントポール |
| ユナイテッド航空               | 季節運航:ニューアーク |
| エア・カナダ                   | 季節運航:トロント、モントリオール |

### 貨物便
| 航空会社               | 就航地                           |
| ---------------------- | -------------------------------- |
| アイスランド航空カーゴ | イーストミッドランズ、リエージュ |
| ブルーバード・カーゴ   | ダブリン、リエージュ             |

## 就航都市一覧
- 北米
  -  カナダ：バンクーバー、トロント
  -  アメリカ合衆国：ニューアーク、ニューヨーク/JFK、オーランド、サンフランシスコ、シアトル、シカゴ/ORD、タンパ、デンバー、ポートランド、ボストン、ワシントン/ダレス
- 欧州
  -  イギリス：ロンドン/LHT、ロンドン/LGW、ロンドン/LTN、マンチェスター、グラスゴー
  -  アイルランド：ダブリン
  -  フランス：パリ/CDG、パリ/ORY
  -  イタリア：ローマ/フィウミチーノ
  -  ドイツ：フランクフルト、ベルリン/テーゲル、ミュンヘン
  -  スイス：チューリッヒ
  -  オランダ：アムステルダム
  -  ベルギー：ブリュッセル
  -  デンマーク：コペンハーゲン
  -  スウェーデン：ストックホルム/アーランダ
  -  ノルウェー：オスロ/ガーデモエン、ベルゲン
  -  フィンランド：ヘルシンキ/ヴァンター
  -  ハンガリー： ブダペスト
  -  オーストリア：ウィーン
  -  ポーランド：ヴロツワフ（英語版）、カトヴィツェ、グダニスク、ワルシャワ
  -  リトアニア：ヴィリニュス
  -  ラトビア：リガ

## 到着免税店
バゲージクレームの横に、到着した乗客が利用できる免税店がある。ここでは日本円で支払うことができるが、お釣りはアイスランド・クローナで返ってくる。これを逆手に取り、安い商品を一万円札で購入すれば、一万円弱相当のアイスランド・クローナの現金を、両替手数料なしで入手することができる。(アイスランドは現金の利用が著しく少なく、国内のほぼ全ての商業施設でクレジットカードが利用できるが、カードを持っていない旅行者や小額の買い物をカードで払いたくない場合は現金で払う事となる。)

## ギャラリー

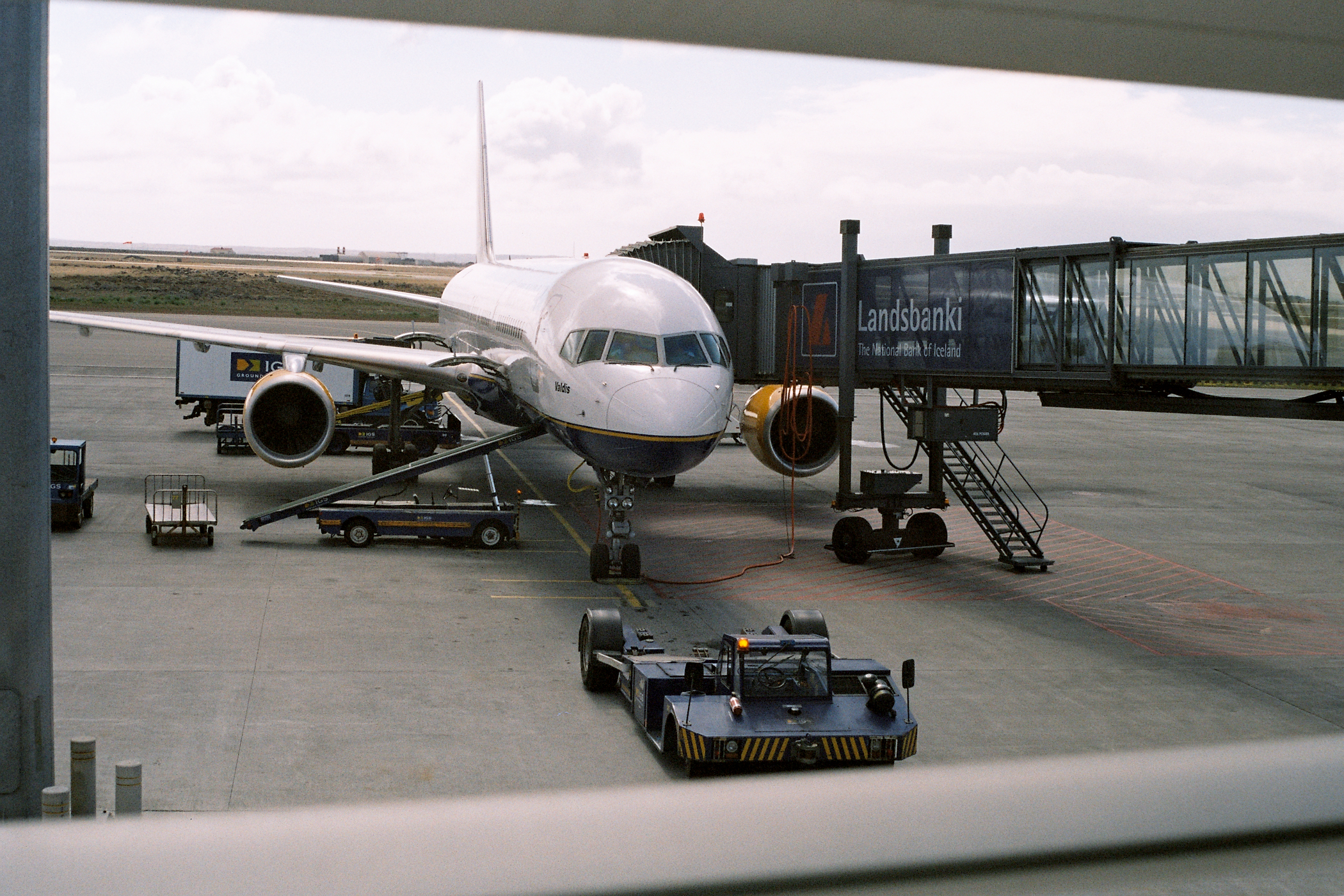
待機中の航空機
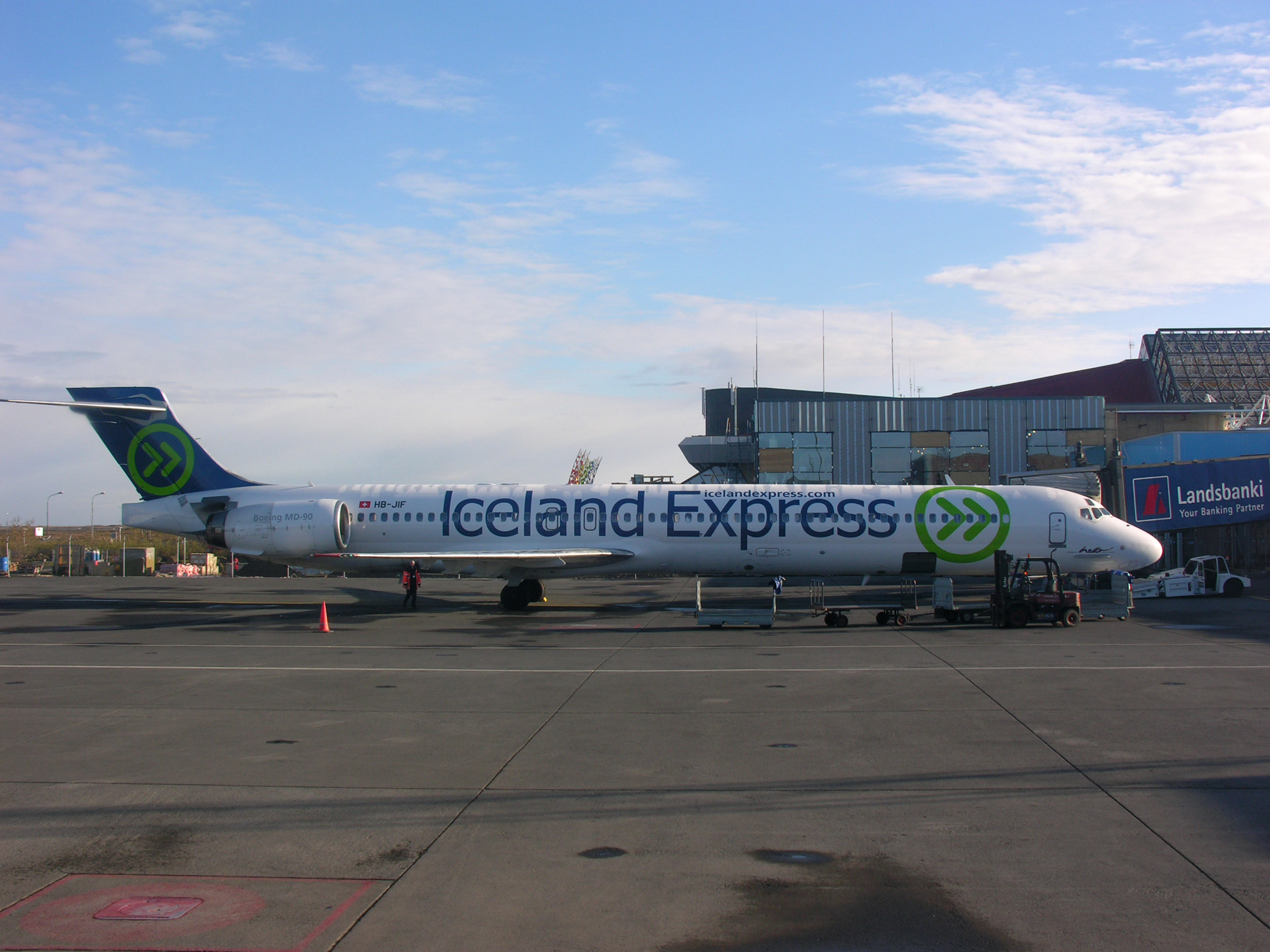
待機中の航空機（2006年5月27日撮影）
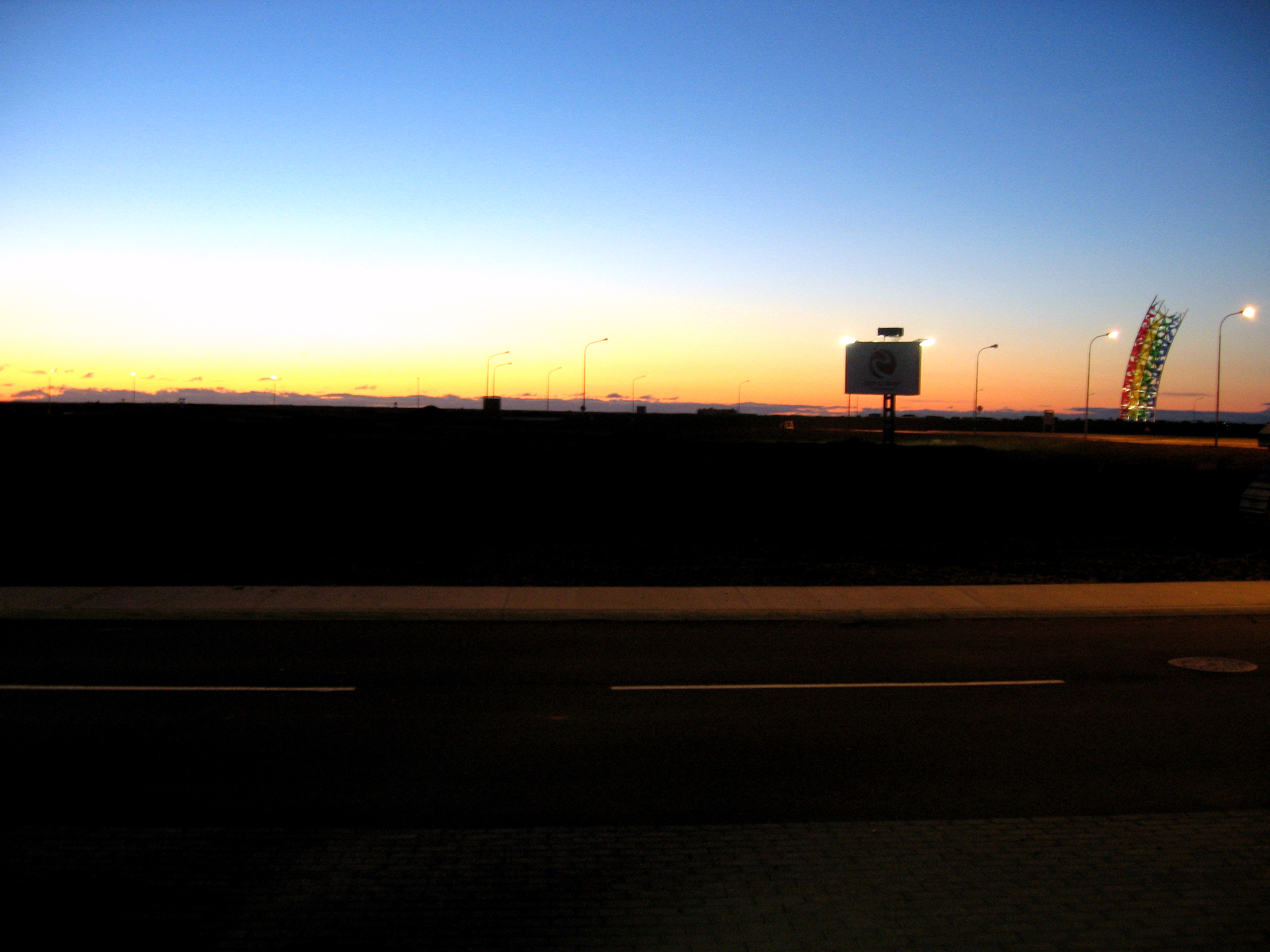
日没寸前の滑走路（2007年8月2日撮影）